# Chetverikov MDR-3
El Chetverikov MDR-3 fue un hidroavión de reconocimiento de la Unión Soviética de los años 1930. Fue el primer aparato realizado por la oficina de diseños experimentales (OKB) Chetverikov.

## Desarrollo
El MDR-3 era un hidrocanoa cuyo cometido era el reconocimiento oceánico y misiones de patrulla. De construcción enteramente metálica, estaba motorizado por cuatro motores BMW VI instalados en tándem, mantenidos sobre el ala mediante montantes.
Las pruebas de vuelo resultaron decepcionantes, con una muy pobre maniobrabilidad y unas prestaciones inferiores a las previstas, lo que conllevó la transferencia del diseño al Instituto Central de Aerohidrodinámica (TsAGI), donde un trabajado rediseño produjo, a principios de 1934, el Tupolev ANT-27 (MDR-4).

## Especificaciones
Referencia datos: Enciclopedia Ilustrada de la Aviación

### Características generales
- Longitud: 21,9 m (71,9 ft)
- Envergadura: 32,2 m (105,6 ft)
- Superficie alar: 153 m² (1646,9 ft²)
- Peso vacío: 8929 kg (19 679,5 lb)
- Peso máximo al despegue: 13 973 kg (30 796,5 lb)
- Planta motriz: 4× BMW VI.Z, V12 refrigerados por líquido.
  - Potencia: 493 kW (680 HP; 670 CV) cada uno.

### Rendimiento
- Velocidad máxima operativa (Vno): 210 km/h (130 MPH; 113 kt)
- Alcance: 1600 km (864 nmi; 994 mi)
- Techo de vuelo: 2200 m (7218 ft)

### Armamento
- Ametralladoras:  8x Degtiariov DA
- Bombas: 2x bombas de 250 kg